# Ottilie Metzger-Lattermann
Ottilie Metzger-Lattermann (Frankfurt am Main, 15 de juliol de 1878 – Auschwitz, febrer de 1943) va ser una cantant (contralt) d'òpera i professora de cant alemanya.

## Biografia
Neix a Frankfurt am Main però es trasllada a Berlín per realitzar els seus estudis musicals de cant líric amb la seva professora Selma Nicklass-Kempner. També va rebre formació d'altres cantants de l'època com Georg Vogel i Emanuel Reicher. Es casà per primer cop amb l'autor Clemens Froitzheim.
El seu primer debut va ser l'any 1898 a la ciutat de Halle, així doncs, la seva trajectòria musical la portarà a diferents ciutats europees. Va passar tres anys a Colònia abans de ser nomenada contralt principal de l'Hamburg Stadttheater el 1903, on va permanèixer fins al 1914. Allà va conèixer el baríton Theodor Lattermann amb el que es va casar, convertint-se en el seu segon marit. Paral·lelament, va cantar des del 1901 fins al 1912 al Festival de Bayreuth on va destacar pel seu paper i les seves interpretacions com Waltraute a Götterdämmerung i Erda i Fricka a Siegfried. Aquests papers van fer que es guanyés una merescuda reputació cantant peces dramàtiques. Així doncs, també va participar en diverses gires per Viena, Leipzig, Praga, Oslo, Zuric, Amsterdam, Londres i als Estats Units en dos ocasions (Nova York). Aquesta etapa va acabar el 1925 amb la malaltia de Theodor qui va morir el 4 març 1926. En conseqüència, a partir del 1927, la cantant va ensenyar cant al Conservatori Stern a Berlín, on ella mateixa havia estudiat anys abans. Alhora continuava actuant com recitalista Lieder, sovint acompanyat de Richard Strauss i Hans Pfitzner.
El seu extens repertori interpretatiu també va incloure papers com Magdalena en Die Meistersinger (Wagner), Brangäne a Tristan und Isolde (Wagner), Dalila a Samson et Dalila (Camille Saint-Saëns), Klytemnästra a Elektra (Richard Strauss). Entre els anys 1916 i 1921 va participar en les produccions de la Dresden Staatsoper.

## Sota el Règim Nazi
Després de 1933, Ottilie va continuar actuant per a un públic jueu en companyia del baríton Erhard Wechselmann. Just veient el perill que comportava per als jueus la crescuda del nazisme i l'hostilitat que mostraven cap a ells, Metzger-Lattermann i la seva filla van fugir a Brussel·les el 1939. No obstant, amb l'ocupació de Bèlgica per part dels alemanys, la cantant i la seva filla van ser capturades per la Gestapo i deportades a Auschwitz. Les circumstàncies de la seva mort no són gaire concretes. Possiblement van morir a principis del 1943 al camp d'Auschwitz.

## Memorial de Bayreuth
Al llarg dels anys setanta, un llibreter d'antiquaris de Bayreuth, Peer Baedeker va sol·licitar fer una placa en memòria a "Richard Breitenfeld, Henriette Gottlieb, Ottilie Metzger - Honorats com a cantants del festival - assassinats en camps de concentració nazis". La placa va estar instal·lada al mateix poble de Bayreuth.
Sembla paradoxal el fet que el Festival de Bayreuth, el qual va ser fundat pel mateix Richard Wagner, i alhora, la música d'aquest nomenat pel Règim Nazi com a signe d'identitat pròpia, pugui haver concentrat tants cantants d'origen jueu, molts dels quals foren executats als camps de concentració alemanys.

## Enregistraments
- Metzger-Lattermann, Ottilie. «Cantabile Subito».   Andrea Suhm-Binder. [Consulta: 23 octubre 2015].
- Metzger-Lattermann, Ottilie. «Ottilie Metzger - Sapphische Ode (Brahms)». Sapphische Ode.   Youtube. [Consulta: 28 octubre 2015].
- Metzger-Lattermann, Ottilie. «O schöne Jugendtage». Der Evangelimann.   Youtube. [Consulta: 28 octubre 2015].